# Maman (televisiefilm)
Maman is een Vlaamse tv-film uit 1990 van de BRT in de reeks "Made in Vlaanderen" onder regie van Frank Van Mechelen.

## Verhaal
Lodewijk (Frank Dingenen) is een veertigjarige vrijgezel die zijn leven lang onder de duim werd gehouden door zijn "Maman". Na haar dood erft hij een fortuin en komt hij enkel nog met vrouwen in contact. Een daarvan, die hem chanteert, blijkt zijn halfzus te zijn.

## Rolverdeling
| Acteur              | Personage                        |
| ------------------- | -------------------------------- |
| Frank Dingenen      | Lodewijk                         |
| Els Dottermans      | Isabel                           |
| Liliane Dorekens    | Denise                           |
| Ria Verscharen      | Alice                            |
| Chris Boni          | Beatrice                         |
| Ann Hasekamp        | "Maman"                          |
| Daniela Bisconti    | Roberta                          |
| Graziella Cecchi    | mama                             |
| Denise Daems        | dame van het crematorium         |
| Sien Eggers         | chauffeur                        |
| Polly Geerts        | dame in schoonheidssalon         |
| Joanna Geldof       | Rachel                           |
| Lia Lee             | dame in café                     |
| Chris Lomme         | bankdirectrice                   |
| Leontine Nelissen   | bediende bij de dienst bevolking |
| Jeanine Schevernels | galerijhoudster                  |
| Guusje van Tilborgh | Harry                            |
| Cara van Wersch     | Marie-Louise                     |